# Mount Hood Village
Mount Hood Village è un census-designated place (CDP) degli Stati Uniti d'America, situato nello stato dell'Oregon, nella contea di Clackamas. Secondo il censimento del 2010 gli abitanti di Mount Hood Village ammontavano a 4 864.